# Carlos Barrena
Carlos Barrena (Lima, Perú, 24 de abril de 1982) es un exfutbolista peruano. Jugaba de mediocentro organizador y su último equipo fue Los Caimanes de la Copa Perú. Tiene 42 años.

## Clubes
| Club                | País | Año         |
| ------------------- | ---- | ----------- |
| Virgen de Chapi FC  | Perú | 2002 - 2004 |
| Olímpico Somos Perú | Perú | 2005        |
| Sport Ancash        | Perú | 2005 - 2006 |
| Olímpico Aurora     | Perú | 2007 - 2008 |
| CNI de Iquitos      | Perú | 2008 - 2011 |
| José Gálvez         | Perú | 2012 - 2013 |
| Los Caimanes        | Perú | 2013        |
| Real Garcilaso      | Perú | 2014        |
| Alianza Universidad | Perú | 2014        |
| Comerciantes Unidos | Perú | 2015        |
| Los Caimanes        | Perú | 2016        |
| Deportivo Coopsol   | Perú | 2017        |
| Sport Loreto        | Perú | 2018        |
| Los Caimanes        | Perú | 2019        |

## Palmarés

### Campeonatos nacionales
| Título           | Club                | País | Año  |
| ---------------- | ------------------- | ---- | ---- |
| Segunda División | Olímpico Somos Perú | Perú | 2005 |
| Copa Federación  | José Gálvez         | Perú | 2012 |
| Segunda División | Los Caimanes        | Perú | 2013 |
| Segunda División | Comerciantes Unidos | Perú | 2015 |